# A Multitude of Angels
A Multitude of Angels è un album dal vivo del pianista Keith Jarrett, pubblicato nel 2016 ma registrato nel 1996.

## Il disco
Il disco è stato registrato nel 1996 durante quattro concerti in Italia e precisamente a Modena il 23 ottobre (CD 1), a Ferrara il 25 ottobre (CD 2), a Torino il 28 ottobre (CD 3) e a Genova il 30 ottobre (CD 4).

## Tracce
Tutte le tracce sono di Keith Jarrett, eccetto dove indicato.

### Disco 1
1. Part I – 34:18
2. Part II – 31:19
3. Danny Boy – 5:00 (Frederic Weatherly)

### Disco 2
1. Part I – 43:48
2. Part II – 29:58
3. Encore – 3:26

### Disco 3
1. Part I – 42:23
2. Part II – 31:35

### Disco 4
1. Part I – 31:41
2. Part II – 31:43
3. Encore – 5:52
4. Over the Rainbow – 6:03 (E.Y. Harburg, Harold Arlen)